# Église Saint-Pancrace de Gênes
L'église Saint-Pancrace (italien : chiesa di San Pancrazio) est un édifice religieux situé sur la piazza San Pancrazio proche de la via Fossatello et via di Sottoripa dans le centre historique de Gênes. La communauté paroissiale fait partie du vicariat du centre-ouest de l'archidiocèse de Gênes.

## Historique
La première mention de l'église aux armoiries de la famille Calvi et Pallavicini, grande famille patricienne génoise qui domine la paroisse, remonte au XIe siècle, même si l'actuel édifice est une reconstruction du XVIIIe siècle. En 1684, l'ancienne église est démolie par un important bombardement naval effectué par la France du roi Louis XIV; le nouvel édifice est donc reconstruit au cours du XVIIIe siècle sur un projet de l'architecte Antonio Maria Ricca en style baroque.
Une nouvelle fois dévastée par les bombardements aériens de la Seconde Guerre mondiale, elle  est aujourd'hui le siège de la délégation ligure de l'ordre souverain de Malte. Le samedi, à 17 heures, est célébrée la messe en latin.
L'église conserve à l'intérieur, à plan central caractérisé par une haute coupole, divers éléments picturaux et sculpturaux. Les fresques de l'abside sont l'œuvre du peintre  Giacomo Antonio Boni, alors que le triptyque représentant la vie de saint Pancrace – daté du début du XVIe siècle, démembré en 1691 et récemment recomposé derrière l'autel marmoréen après restauration -  a été attribué de la main d'Adrien Ysenbrant.